# Vetaforma
Vetaforma là một chi rêu trong họ Vetaformaceae.